# 宮崎パーキングエリア
宮崎パーキングエリア（みやざきパーキングエリア）は、宮崎県宮崎市大字生目の東九州自動車道上にあるパーキングエリアである。

## 歴史
- 2001年（平成13年）3月31日：西都IC - 宮崎西IC間開通の際に供用開始。
- 2006年（平成18年）
  - 8月1日：上り線に災害対応型自動販売機を設置。
  - 9月13日：下り線に災害対応型自動販売機を設置。

## 施設

### 上り線 （延岡・大分方面）
- 駐車場[1]
  - 大型：5台
  - 小型：10台
  - 二輪：4台
  - トレーラー：2台
  - 身障者用
    - 小型：1台
- トイレ[1]
  - 男性：大2（和式0・洋式2）・小3
  - 女性：5（和式1・洋式4）
  - 身障者用：2
- 災害対応型自動販売機[1]

### 下り線（清武・宮崎方面）
- 駐車場[2]
  - 大型：5台
  - 小型：10台
  - 二輪：4台
  - トレーラー：2台
  - 身障者用
    - 小型：1台
- トイレ[2]
  - 男性：大2（和式0・洋式2）・小3
  - 女性：5（和式1・洋式4）
  - 身障者用：1
- 災害対応型自動販売機[2]

## 隣
E10 東九州自動車道
(29)宮崎西IC - 宮崎PA - (30)清武IC